# Гітер Нова
Гітер Нова (англ. Heather Nova) — англомовна співачка та поетеса з Бермудських островів. Видала сім студійних альбомів, здобувши популярність у Європі, зокрема у Німеччині. Здебільшого відома саме як співачка та музикант, хоча, також видала збірки своїх віршів та займається дизайном (наприклад оформлення для альбому The Sorrowjoy).

## Дискографія
- 1993 :: Glow Stars
- 1993 :: Blow
- 1994 :: Oyster
- 1995 :: Live From The Milky Way
- 1998 :: Siren
- 2000 :: Wonderlust
- 2001 :: South
- 2003 :: Storm
- 2005 :: Redbird
- 2006 :: The Sorrowjoy
- 2008 :: The Jasmine Flower